# Diospyros
Genre
Synonymes
- Brayodendron Small[2]
- Cargillia R. Br.[3]
- Cavanillea Desr.
- Ebenus Kuntze
- Embryopteris Gaertn.
- Guaiacana Duhamel
- Idesia Scop.
- Maba J.R. Forst. & G. Forst.[2]
- Mabola Raf.
- Macreightia A. DC.
- Noltia Thonn.
- Paralea Aubl.
- Pimia Seem.
- Rhaphidanthe Hiern ex Gürke
- Ropourea Aubl.
- Royena L.[3]
- Tetraclis Hiern[2]

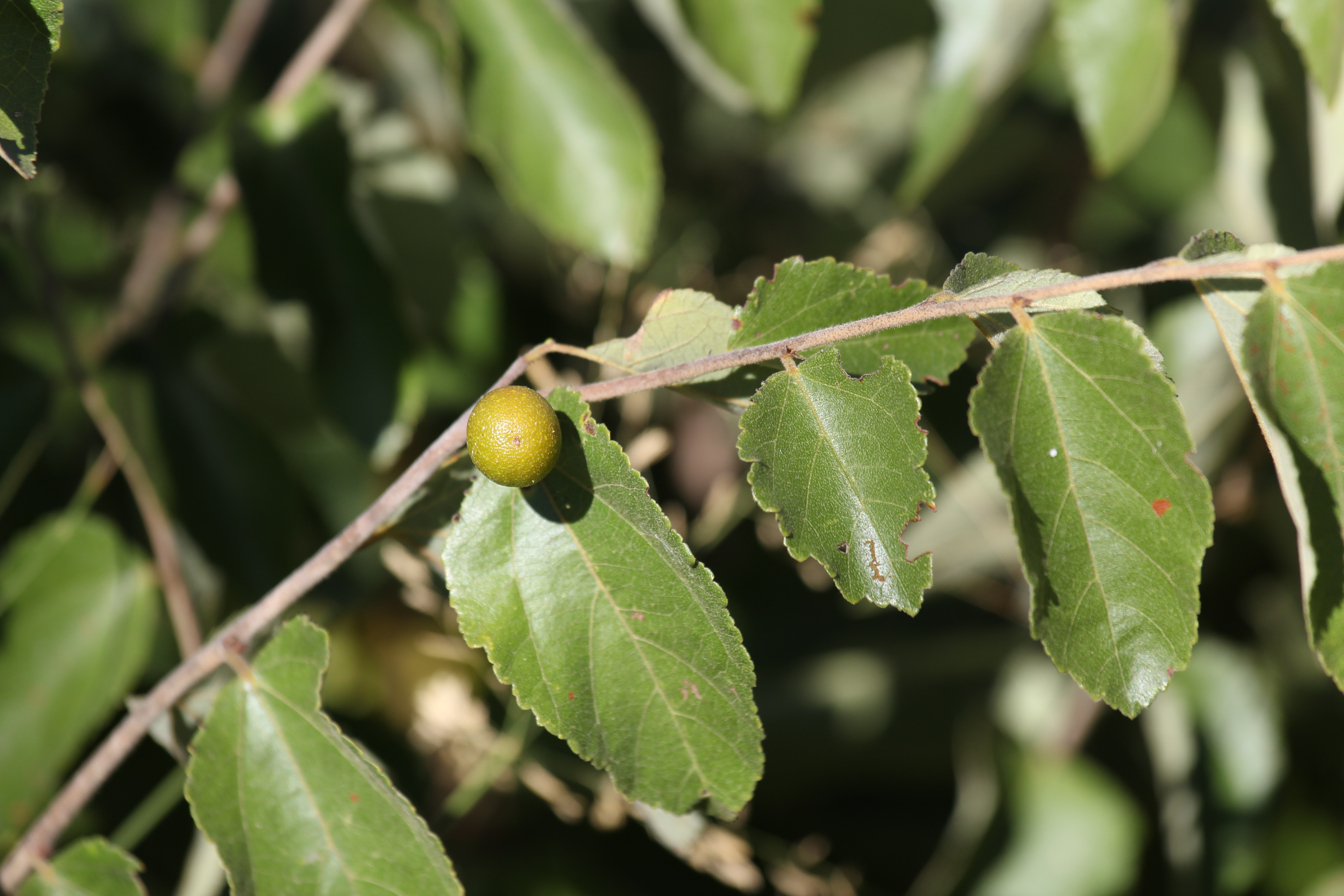
Diospyros chamaethamnus au Muséum de Toulouse.

Diospyros est un genre de plantes à fleurs de la famille des Ebenaceae. Ce sont des arbres. Le genre comprent notamment les ébènes et le plaqueminier. Ilrenferme plus de 600 espèces. En Nouvelle-Calédonie, il est représenté par 31 espèces, dont 30 sont endémiques à l'archipel.
L'espèce type est Diospyros lotus L..

## Étymologie
Linné introduit le genre Diospyros et traite deux espèces connues de lui : D. lotus et D. virginiana.
- La racine grecque de Diospyros serait  "διός" (génitif de Zeus)" et "πυρός" feu ou "πυρόί" = céréale[6], les noms antérieurs étaient en lien avec les "lotos" (souvent confondus avec le plaqueminier lotier D. lotus cf. "dyospyros Theophrasti pseudolotus" chez Pierandrea Mattioli ) de Théophraste, qui l'a utilisé pour décrire probablement Ziziphus lotus,  buisson à petits fruits ronds qui se mangent en sur-maturité ou séchés.
- Au Ier siècle, le médecin grec Dioscoride et l'encyclopédiste romain Pline donnent diosporon comme un des nombreux synonymes de lithospermon, le grémil pourpre bleu (Herbe aux perles, Buglossoides purpurocaerulea L.=Lithospermum purpurocaeruleum L.), par allusion à ses graines rondes et luisantes[7].

## Comestibles ou toxiques?
Les fruits semblent plus ou moins comestibles selon les espèces et parfois selon les fruits. 

Aux États-Unis, des colons, très localement, en ont utilisé, car il contient de 17 à 19 % de sucre, pour produire une bière (Simmon bier) et une eau-de-vie. Puis l'import de Kaki du Japon (améliorée en Asie depuis des siècles par une longue sélection par l'Homme) a concurrencé les usages des fruits de Persimmons. Selon Trabut (1926) « Le Persimmon est un des fruits qui contiennent le plus de sucre, desséché il a beaucoup d'analogie avec la datte. » Il contient à l'état frais 0,88% de protéine et 30 à 32% de sucre, 64% d'eau (...). Les Persimmons sont cultivés parfois pour la nourriture des porcs. Certaines variétés sélectionnées pour cet usage donnent des fruits depuis septembre jusqu'à l'hiver. Les Américains consomment un assez grand nombre de pâtisseries à base de Persimmons.

Trabut rapport une recette de Pain de Persimmon : une tasse de pulpe de Persimmon, une tasse d'eau, une demie cuillerée à thé de bicarbonate de soude, mélangés en une pâte épaisse, peuvent se cuire comme un pain. On produisait aussi du « Persimmon au sirop » en alternant des couches de Persimmon bien mûrs et de sucre, les fruits prenant alors l'apparence et le goût de dattes.
Le poète américain Bryant, également amateur d'horticulture, a fait une collection des variétés sauvages les plus douces qu'il ait pu trouver, et a entamé un processus de sélection d'arbres aux fruits plus gros, plus parfumés et moins astringents, avec de tels résultats qu'il affirmait que les Persimmons américains surpasseraient, un jour, les kakis japonais. 
Plusieurs études ont été faites par L Trabut (alors directeur du Service Botanique du Gouvernement général de l'Algérie) dans les années 1920 afin notamment de lancer des cultures de fruits comestibles. Certaines espèces ont un fruit qui perd son astringence quand il est très mûr. Pour d'autres, quand le fruit n'est pas naturellement doux, il peut être aussi préparé pour le rendre moins astringent (« Les fruits ayant conservé de l'astringence peuvent devenir très doux quand on les soumet à une maturation artificielle qui a pour effet de rendre le tannin insoluble. Conservés dans l'acide carbonique, les Persimmons astringents deviennent rapidement doux et comestibles »),. Trabut s'est notamment intéressé à Diospyros virginiana, bien plus résistant au froid que le Diospyros kaki et semblant adaptable à des sols très variés, supportant même en zone alluvionnaire la concurrence avec les Peupliers. Selon lui « Introduit en Europe en 1629, le Persimmon a supporté des hivers avec des froids de — 20°C, cependant il ne fructifie régulièrement que dans les contrées méridionales ».
En Zambie et au Haut-Katanga, les fruits de Diospyros mweroensis, espèce localement connue sous le nom de « Katula », sont utilisés comme poison de pêche en raison de leurs propriétés ichtyotoxiques.

## Sélection d'espèces
- Diospyros adenophora
- Diospyros alboflavescens
- Diospyros ampullacea
- Diospyros areolata
- Diospyros argentea
- Diospyros barberi
- Diospyros barteri
- Diospyros bibracteata
- Diospyros bipindensis
- Diospyros blumutensis
- Diospyros borbonica
- Diospyros capricornuta
- Diospyros castanea
- Diospyros celebica
- Diospyros conformis
- Diospyros crassiflora
- Diospyros daemona
- Diospyros digyna
- Diospyros ebenaster
- Diospyros ebenum
- Diospyros feliciana
- Diospyros foxworthyi
- Diospyros gambleana
- Diospyros guianensis
- Diospyros ismailii
- Diospyros kaki
- Diospyros kamerunensis
- Diospyros katendei
- Diospyros kupensis
- Diospyros lotus L.
- Diospyros magogoana
- Diospyros melanoxylon
- Diospyros mespiliformis
- Diospyros minimifolia
- Diospyros monbuttensis
- Diospyros montana
- Diospyros ropourea
- Diospyros sandwicensis
- Diospyros seychellarum
- Diospyros shimbaensis
- Diospyros tessellaria
- Diospyros texana
- Diospyros transitoria
- Diospyros virginiana

## Liste des espèces, sous-espèces et variétés

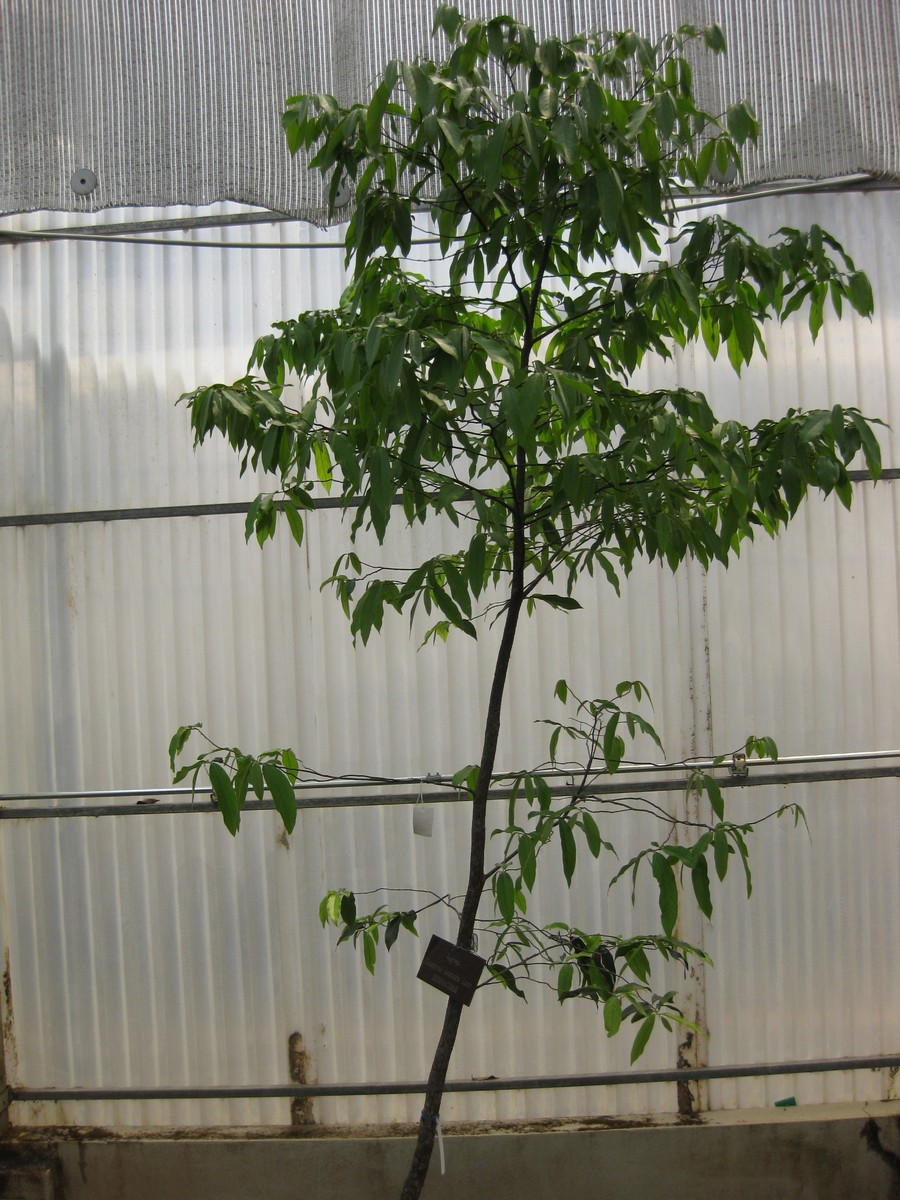
Diospyros decandra, Jardin botanique de la reine Sirikit, Thaîlande

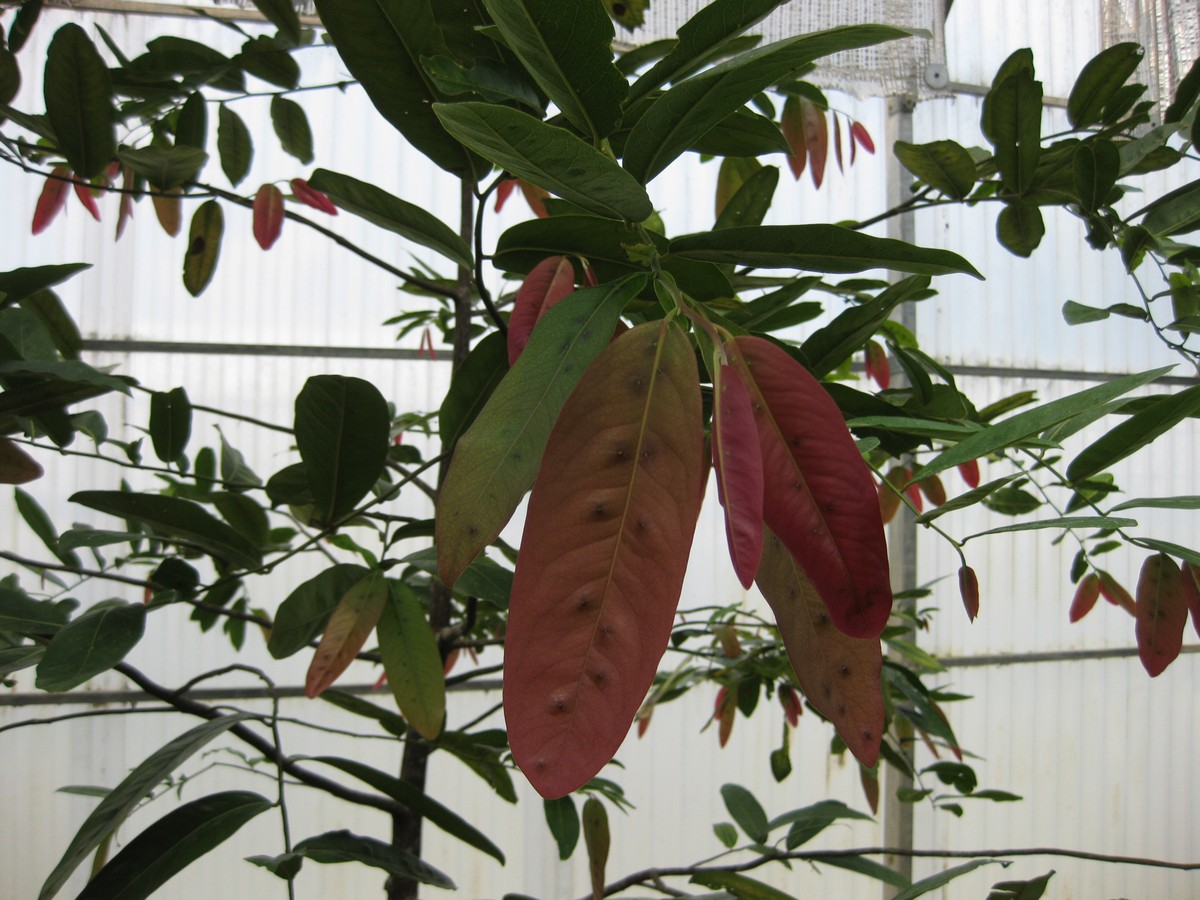
Diospyros malabarica, Jardin botanique de la reine Sirikit, Thaïlande

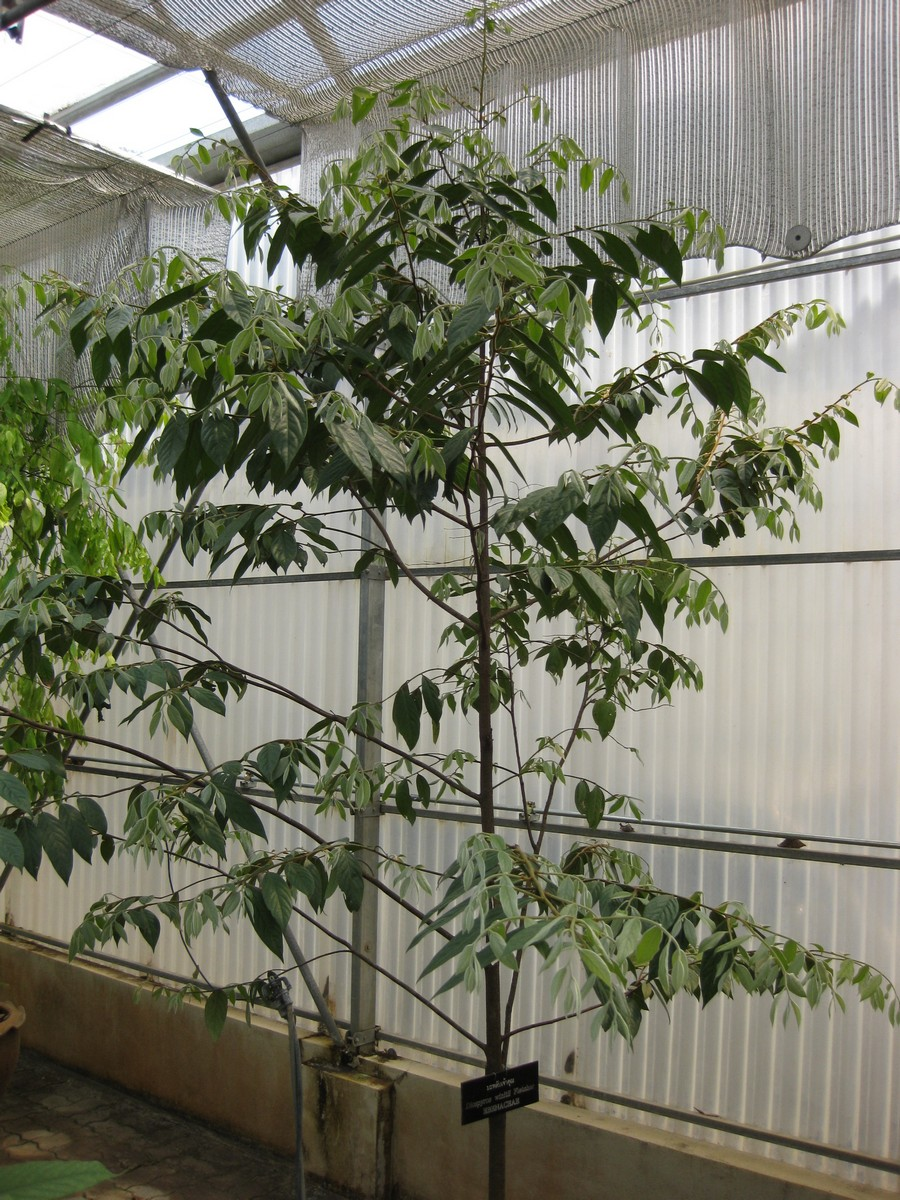
Diospyros winitii, Jardin botanique de la reine Sirikit, Thaïlande

Selon Catalogue of Life (7 août 2014) :

Selon GRIN (7 août 2014) :

Selon ITIS (7 août 2014) :
Selon World Checklist of Selected Plant Families (WCSP) (7 août 2014) :

Selon The Plant List (7 août 2014) :
Selon Paleobiology Database (7 août 2014) :
- Diospyros retinervis
- Diospyros rotundifolius

Selon Tropicos (7 août 2014) (Attention liste brute contenant possiblement des synonymes) :